# ۱۱۳۶ (میلادی)
۱۱۳۶ (میلادی) هزار وصد و سی و ششمین سال تقویم میلادی است.

## درگذشتگان
‎